# ZAZ Tavria
ZAZ Tavria (em ucraniano:  ЗАЗ Таврія) é um carro subcompacto (segmento B) produzido pelo fabricante soviético (e depois ucraniano) ZAZ.
ZAZ-1102 Tavria e subsequentemente, ZAZ-1102 Tavria Nova, ZAZ-1105 Dana, ZAZ-1103 Slavuta e ZAZ-11055 Tavria Pick-Up substituíram a série Zaporozhets na linha da ZAZ.
A produção de todos os modelos do Tavria (exceto Pick-up) parou em 2007.

## ZAZ-1102 Tavria
O ZAZ-1102 Tavria, um hatch de três portas, foi lançado em 1987,  sendo o primeiro modelo da linha. Possui suspensão independente MacPherson na dianteira e suspensão traseira por eixo de torção. O motor MeMZ-245,quatro cilindros, refrigerado a água, foi uma grande mudança em relação ao V4 refrigerado a ar usado em modelos anteriores.
O 1102 foi nomeado como Tavria em 1989. Foi escolhido em um concurso interno da fábrica e se assemelha a Tauric, o antigo nome grego da Crimeia .
ZAZ-1102 "Tavria" tornou-se a base para toda uma linha de carros, modificações diretas do modelo básico (gerando mais de 40 variantes diferentes) e modelos independentes em sua plataforma, como o liftback de cinco portas ZAZ -1103 "Slavuta", a perua de cinco portas" ZAZ-1105 "Dana" e o furgão ZAZ-11055 "Pick-Up".

## ZAZ-1102 Tavria Nova
O ZAZ-1102 Tavria Nova  teve sua produção iniciada em 1999.  O"Tavria Nova" é uma modernização criada em conjunto com a Daewoo, visando eliminar as deficiências identificadas e melhorar as capacidades técnicas e operacionais. Foi modificada a grade, faróis e lanternas traseiras, assim como novas calotas, uma terceira luz de freio foi instalada na porta traseira. Para melhorar a confiabilidade do carro e aumentar o nível de segurança, a carroceria foi reforçada, o que permitiu reduzir o nível de ruído na cabine.
Em 2006 e 2007, a direção da fábrica anunciou várias vezes sobre a iminente retirada do modelo da produção. A produção em massa do hatch ZAZ-1102 "Tavria" foi encerrada em 2007, embora pelo menos mais dois lotes tenham sido montados em 2008 e 2009.

## ZAZ-1103 Slavuta

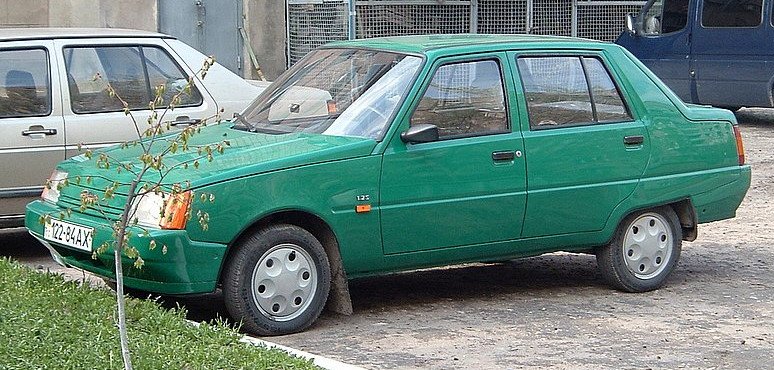
ZAZ-1103 Slavuta

ZAZ-1103 Slavuta foi um liftback de 5 portas lançado em 1995  e descontinuado em 2011. Apresentava um motor injetado 1.3. Devido ao uso de uma carroceria do tipo liftback com uma linha de teto alongada e contornos arredondados do capô e da tampa do porta-malas, foram feitas modificações, como dos indicadores de direção nos conjuntos dos faróis e a remoção das calhas de chuva por cima das portas. Nesse interim, foi criada uma forma completamente nova, como também a aerodinâmica foi melhorada, o volume do bagageiro aumentou, a altura do porta malas baixou (em 60 cm), e a sujeira do vidro traseiro em tempo chuvoso foi diminuída. Quando a ZAZ iniciou a produção do Chevrolet Lanos, alguns elementos de design do Chevrolet Lanos (como assentos e peças de portas) foram adicionados ao Slavuta.
Durante o período de produção, mais de 140.000 carros foram produzidos. Em janeiro de 2011, o último carro do modelo, o ZAZ-1103 "Slavuta" foi produzido pela linha ZAZ, e foi vendido durante um leilão online em 11 de fevereiro de 2011, por ₴ 47.020. ZAZ Forza tornou-se o descendente direto de Slavuta na linha. As famílias ZAZ-Slavuta e ZAZ-Tavria foram os últimos carros totalmente ucranianos.

## ZAZ-1105 Dana

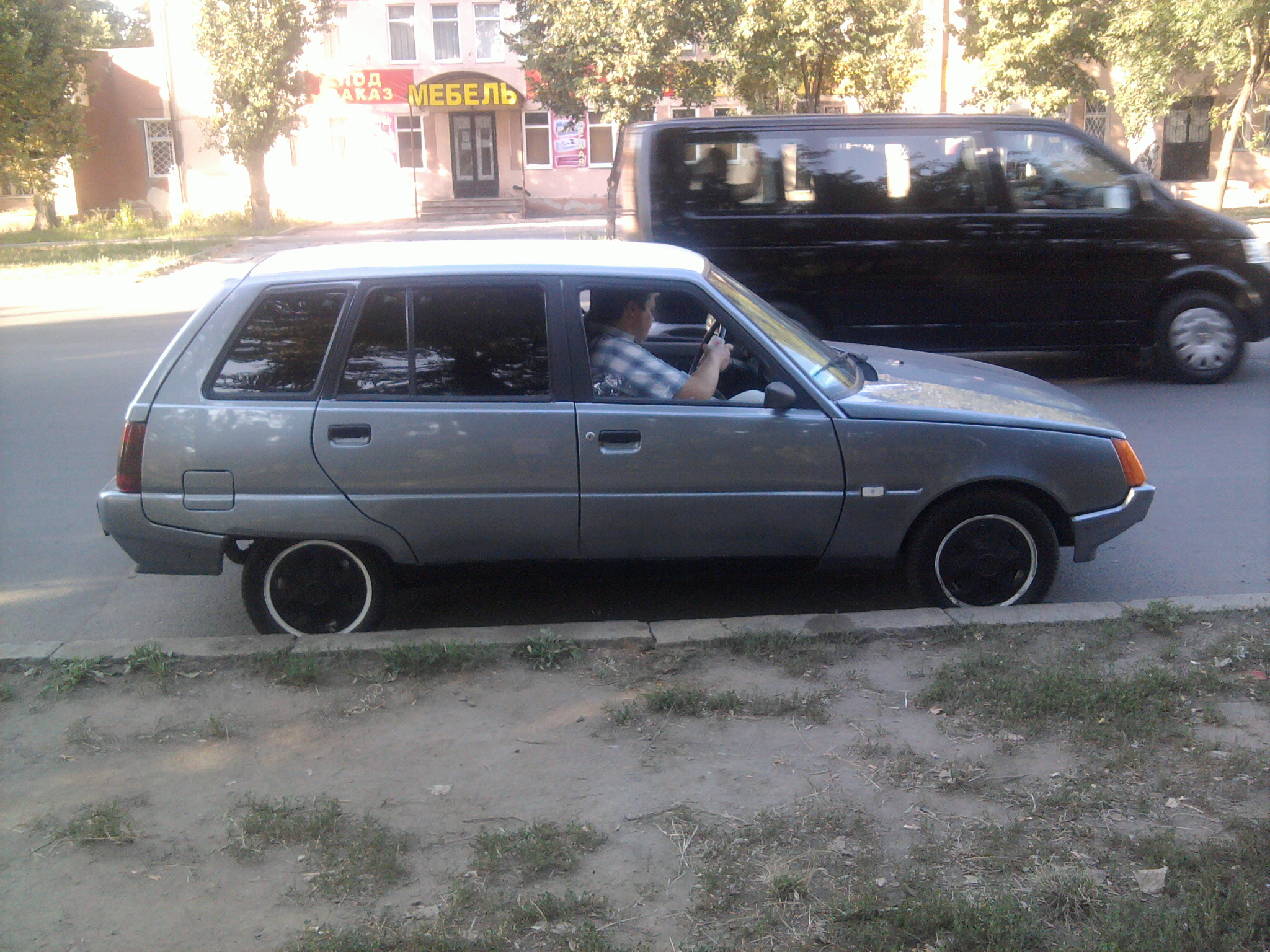
ZAZ-1105 Dana

ZAZ-1105 Dana, uma perua de cinco portas foi lançada em 1992 e descontinuada em 1999. A versão mais recente usou motores MeMZ-301 atualizados com injeção eletrônica . Em comparação com o "Tavria" padrão, houve melhoras aerodinâmicas.

## ZAZ-11055 Tavria Pick-Up

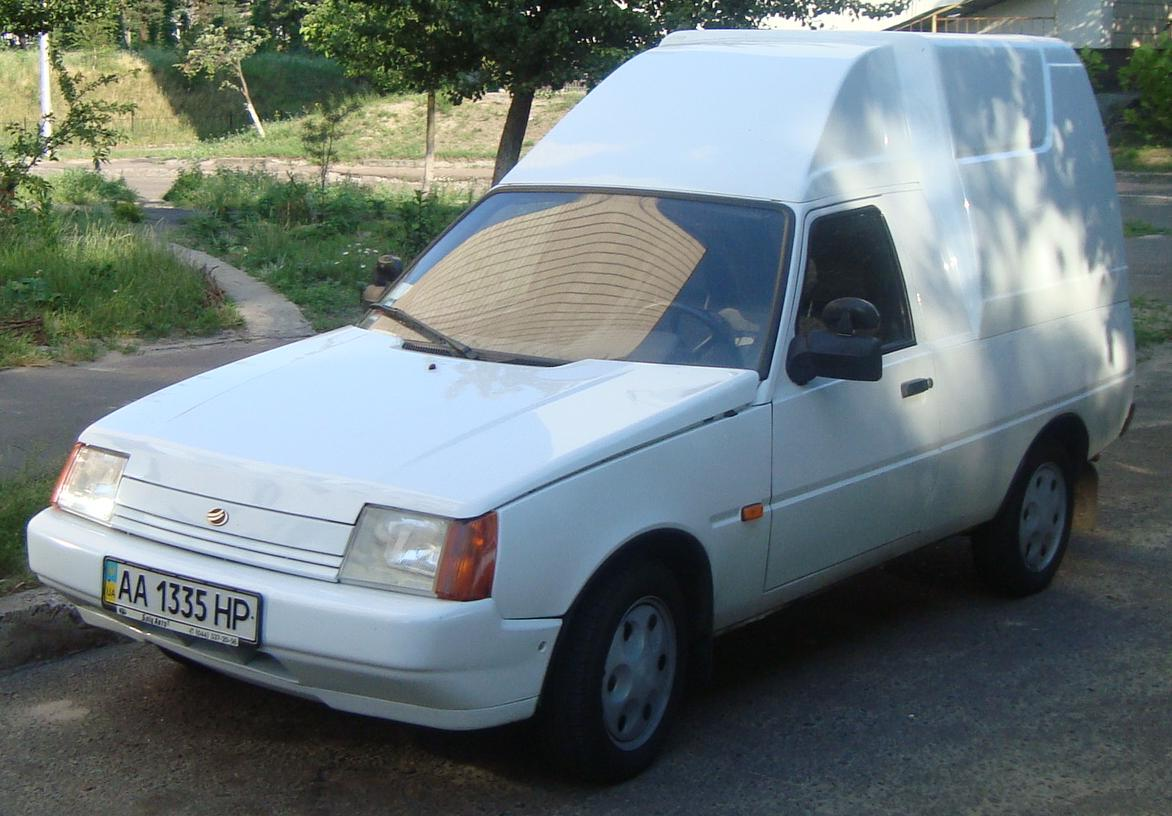
ZAZ-11055 Tavria Pick-Up

ZAZ-11055 Tavria Pick-Up é um furgão destinado ao transporte de pequenas cargas . Ao contrário dos modelos de passageiros, o furgão tem compartimento de carga em fibra de vidro e tampa superior em plástico. A Tavria Pick-Up tem carroceria 20 cm mais longa que o modelo de passageiro. Era movido por um motor MeMZ-310. O furgão tem capacidade de carga de 420kg.

O compartimento de carga em fibra de vidro é rigidamente aparafusado à carroceria. Mede 1250 mm de altura e 1300 mm de largura. O comprimento da carga é 1320 mm, mas é possível abrir a tampa traseira superior, que é suportada por braços pantográficos para transportar itens mais longos. A grande área das escotilhas traseiras da porta traseira se adapta perfeitamente aos pequenos comerciantes.

## Fora da URSS
A fabricante posicionou o Tavria como um carro popular . Foi vendido no Chile como Lada Tavria no início dos anos 1990 e na Colômbia entre 1992 e 1995. Os hatches de três portas foram vendidos na Argentina de 1992 a 1995.
Em 1989, o Ministério da Indústria Automobilística da URSS lançaram um vídeo promocional voltado para o mercado ocidental, que ganhou o Leão de Bronze de Cannes por anúncios comerciais.